# 白朗寧Citori霰彈槍
白朗寧Citori是兩根槍管上下相疊的雙管霰彈槍。它有非常多的型號、風格、號徑來賣給許多土靶射擊和陸生、水生鳥類狩獵的愛好者。Citori是由美國摩根的白朗寧武器公司行銷與配送，並由日本南國市的彌勒株式會社負責生產。

## 起源
白朗寧Citori在1973年以非常成功的白朗寧疊加霰彈槍的更實惠版本推出。白朗寧疊加霰彈槍在1931年起發售，是有名的輕兵器設計者約翰·白朗寧設計的最後一把槍。
在1977年，白朗寧武器公司被赫爾斯塔爾國營工廠收購為子公司，赫爾斯塔爾國營工廠至今仍持續間度業務。
附帶一提，「Citori」只是一個廣告取向的用語，並沒有什麼特別意義。

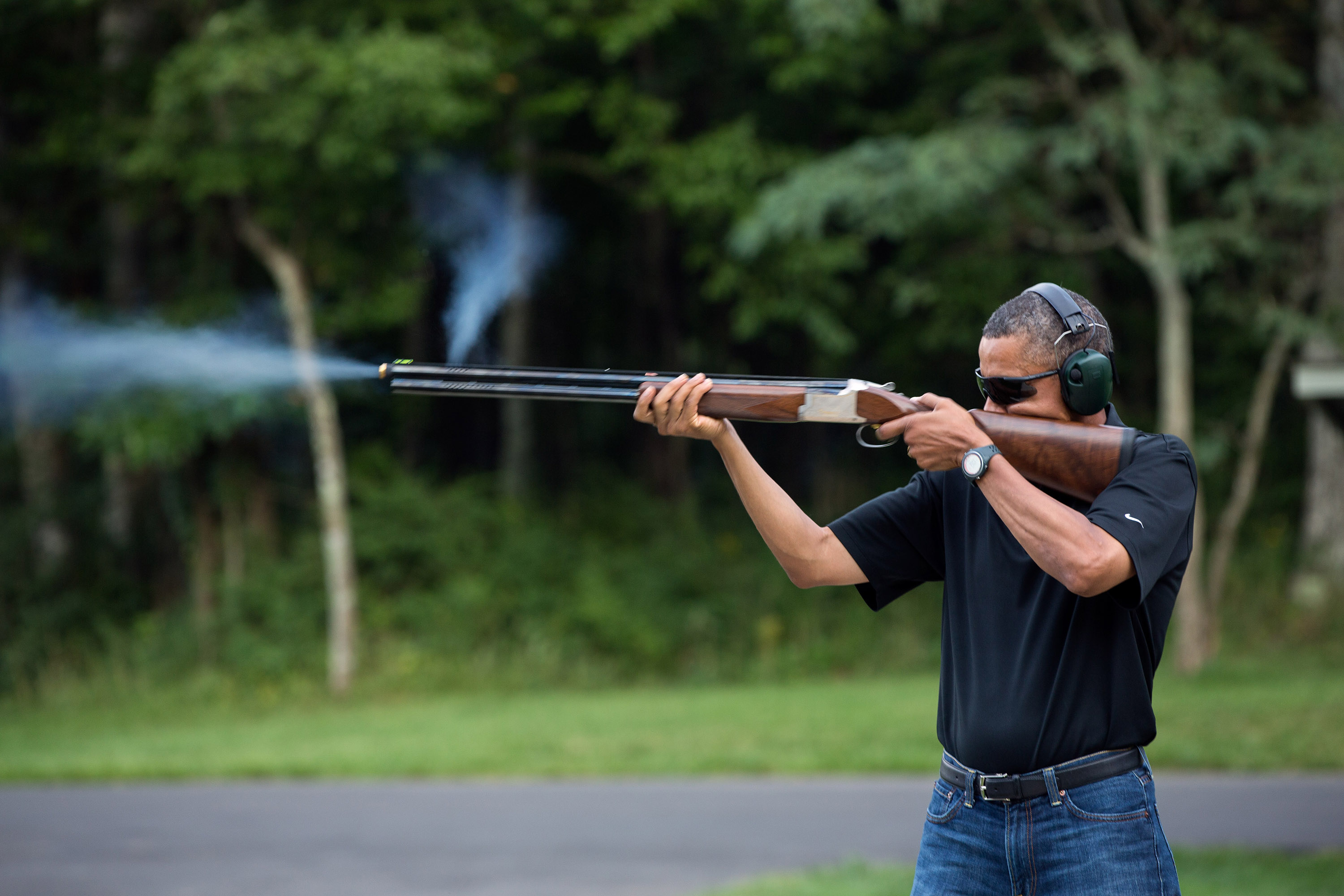
時任美國總統巴拉克·歐巴馬在大衛營擊發一把Browning Citori 525。槍管旁的白煙噴流是槍口制動器的效果

## 登場作品

### 電子遊戲
- 2019年——《使命召唤：现代战争》：白朗寧Citori 725以“725”的名義作為一款可用霰彈槍登場。戰役模式中由阿蓋塔拉恐怖份子所使用。聯機模式中則作為玩家解鎖武器登場，可作定制改裝，包括改用長／短槍管、加裝瞄準鏡或削短槍托等。
- 2022年——《決勝時刻：現代戰爭II 2022》：命名為“Lockwood 300”。